# Electrofear
Electrofear è l'unico album dei Nation 12, pubblicato nel novembre del 2005. 
I brani furono registrati fra la fine degli anni ottanta e l'inizio degli anni novanta seguendo la nuova tendenza dell'acid house, ma furono pubblicati solo due singoli 12".
Molti anni dopo un fan di John Foxx, Simon Blackmore, trovò le registrazioni perse e dopo un restauro sonoro, insieme ai singoli degli anni 90, nasce l'album Electrofear.
Alcuni brani verranno ripresi da John Foxx per gli album Shifting City, The Pleasures of Electricty e From Trash registrati con Louis Gordon.
Electrofear è disponibile nel cofanetto Cinemascope pubblicato sotto il nome di John Foxx

## Tracce
1. Nation 12 - 5:28
2. She Was - 5:43
3. Shadow Dancing - 4:51
4. Florian - 3:39
5. Electrofear - 3:56
6. Listen to the Drummer - 4:55
7. Leaving - 4:41
8. Into the Wonderful - 4:42
9. Cities of Light 1 - 5:19
10. Your Kisses Burn - 4:52
11. Remember - 3:11
12. Concrete Bulletproof Invisible - 5:37
13. Invisible Women - 6:48
14. Electrofear (Electronic mix' - 4:19
15. Invisible Women (Electronic mix) - 5:00
16. Remember (Sub Dub Mix) - 4:21